# Крістіан Капоне
Крістіан Капоне (італ. Christian Capone, нар. 28 квітня 1999, Віджевано) — італійський футболіст, нападник клубу «Пескара».

## Клубна кар'єра
Народився 28 квітня 1999 року в місті Віджевано. Вихованець футбольної школи клубу «Аталанта». Дебютував у першій команді 30 листопада 2016 року в домашньому матчі Кубка Італії проти «Пескари» (3:0). Цей матч так і залишився єдиним для гравця за основу в тому сезоні, а вже 1 липня 2017 року Капоне був відданий в оренду на сезон в клуб Серії Б «Пескара», після якого термін оренди був подовжений ще на рік. За цей час Крістіан відіграв за пескарський клуб 36 матчів в національному чемпіонаті.

## Виступи за збірні
2014 року дебютував у складі юнацької збірної Італії, взяв участь у 52 іграх на юнацькому рівні, відзначившись 6 забитими голами. З командою взяв участь у чемпіонаті Європи 2018 року серед юнаків до 19 років, де Італія стала фіналістом турніру, а Крістіан забив два голи.
2019 року з командою до 20 років поїхав на молодіжний чемпіонат світу.

## Статистика виступів

### Статистика клубних виступів
| Сезон               | Команда             | Чемпіонат           | Чемпіонат | Чемпіонат | Національний кубок | Національний кубок | Національний кубок | Континентальні кубки | Континентальні кубки | Континентальні кубки | Інші змагання | Інші змагання | Інші змагання | Усього | Усього |
| Сезон               | Команда             | Ліга                | Ігор      | Голів     | Ліга               | Ігор               | Голів              | Ліга                 | Ігор                 | Голів                | Ліга          | Ігор          | Голів         | Ігор   | Голів  |
| ------------------- | ------------------- | ------------------- | --------- | --------- | ------------------ | ------------------ | ------------------ | -------------------- | -------------------- | -------------------- | ------------- | ------------- | ------------- | ------ | ------ |
| 2016–17             | «Аталанта»          | A                   | 0         | 0         | КІ                 | 1                  | 0                  | -                    | -                    | -                    | -             | -             | -             | 1      | 0      |
| 2017–18             | «Пескара»           | B                   | 24        | 6         | КІ                 | 2                  | 1                  | -                    | -                    | -                    | -             | -             | -             | 26     | 7      |
| 2018–19             | «Пескара»           | B                   | 12        | 0         | КІ                 | 0                  | 0                  | -                    | -                    | -                    | -             | -             | -             | 12     | 0      |
| Усього за «Пескару» | Усього за «Пескару» | Усього за «Пескару» | 36        | 6         |                    | 2                  | 1                  |                      | -                    | -                    |               | -             | -             | 38     | 7      |
| Усього за кар'єру   | Усього за кар'єру   | Усього за кар'єру   | 36        | 6         |                    | 3                  | 1                  |                      | -                    | -                    |               | -             | -             | 39     | 7      |